# Shō
Shō  è un nome proprio di persona giapponese maschile.

## Origine e diffusione
È scritto in hiragana しょう, e può basarsi su diversi kanji;
- 翔 ("fluttuare", "librarsi")[1]
- 将 ("volontà", "futuro")
- 庄 ("villaggio")
- 尚 ("sempre", "ancora"); questo kanji è quello usato dai nomi dei re delle Ryūkyū
- 奨 ("premio", "ricompensa")
- 聖 ("sacro", "santo")

Può essere romanizzato anche come Sho e Shou.

## Onomastico
È un nome adespota, in quanto non esistono santi chiamati così. L'onomastico si festeggia dunque il 1º novembre, giorno di Ognissanti.

## Persone

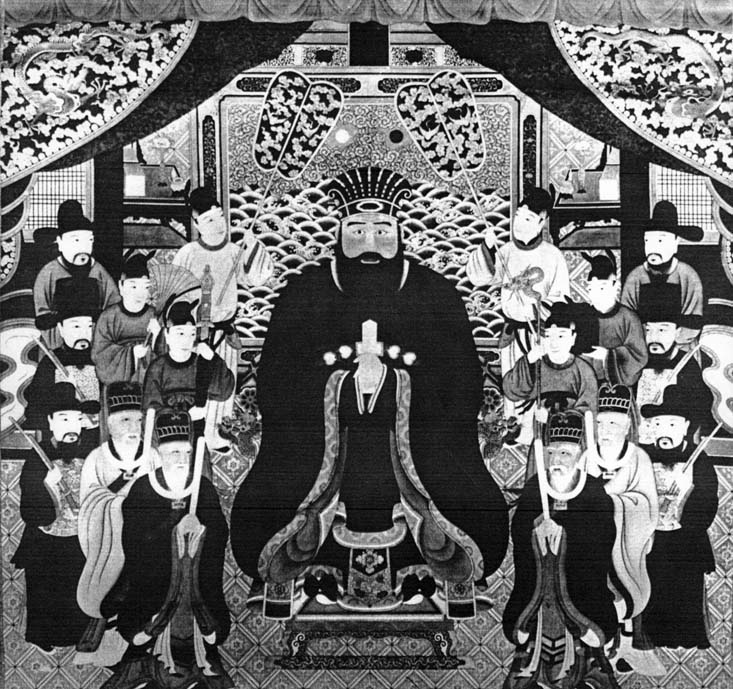
Shō En

- Shō Aikawa, attore e compositore giapponese
- Shō En, re delle Ryūkyū
- Shō Hanai, calciatore giapponese
- Shō Hashi, re delle Ryūkyū
- Shō Hayami, doppiatore e cantante giapponese
- Shō Itō, calciatore giapponese
- Shō Kosugi, artista marziale e attore giapponese
- Shō Naruoka, calciatore giapponese
- Shō Sakurai, attore e cantante giapponese
- Shō Taikyū, re delle Ryūkyū
- Shō Takada, attore e cantante giapponese

## Il nome nelle arti
- Sho Kazamatsuri è un personaggio della serie manga e anime Dream Team.